# Blues africain
Le blues africain est un genre de blues qui se caractérise par l'utilisation, aux côtés des instruments classique du blues, d'instruments traditionnels africains.

## Artistes de blues africain
- Abana Ba Nasery
- Afel Bocoum
- Ali Farka Touré
- Amadou et Mariam
- Boubacar Traoré
- Carlton Rara
- Demi Evans
- Dominic Kakolobango
- Ilene Barnes
- Issa Bagayogo
- Keziah Jones
- "KILIMANDJARO" de son vrai nom Abraham Sidissaya Yaméogo
- Lobi Traoré
- Luis Morais
- Mama Sissoko
- Mangala
- Marlene Dorcena
- N'Gou Bagayoko
- Samba Touré
- Sidi Touré
- Sousou et Maher Cissoko
- Ras Smaïla
- Tany Manga
- Tao Ravao et Vincent Bucher
- Tinariwen
- Bah Moody (fula from Senegal)
- Guelel Kumba(fula from Senegal, member of Afrissippi Band)

Roland Tchakounté